# Trémery
Trémery és un municipi francès situat al departament del Mosel·la i a la regió del Gran Est. L'any 2007 tenia 1.107 habitants.

## Demografia

### Població
El 2007 la població de fet de Trémery era de 1.107 persones. Hi havia 402 famílies, de les quals 71 eren unipersonals (24 homes vivint sols i 47 dones vivint soles), 130 parelles sense fills, 189 parelles amb fills i 12 famílies monoparentals amb fills.
La població ha evolucionat segons el següent gràfic:
Habitants censats

### Habitatges
El 2007 hi havia 411 habitatges, 404 eren l'habitatge principal de la família, 1 era una segona residència i 6 estaven desocupats. 371 eren cases i 38 eren apartaments. Dels 404 habitatges principals, 311 estaven ocupats pels seus propietaris, 90 estaven llogats i ocupats pels llogaters i 3 estaven cedits a títol gratuït; 4 tenien una cambra, 16 en tenien dues, 31 en tenien tres, 99 en tenien quatre i 255 en tenien cinc o més. 362 habitatges disposaven pel capbaix d'una plaça de pàrquing. A 153 habitatges hi havia un automòbil i a 216 n'hi havia dos o més.

### Piràmide de població
La piràmide de població per edats i sexe el 2009 era:
| Homes | Edats   | Dones |
| ----- | ------- | ----- |
| 0     | 95 o +  | 0     |
| 0     | 90 a 94 | 0     |
| 4     | 85 a 89 | 4     |
| 0     | 80 a 84 | 4     |
| 4     | 75 a 79 | 8     |
| 24    | 70 a 74 | 12    |
| 28    | 65 a 69 | 24    |
| 28    | 60 a 64 | 36    |
| 36    | 55 a 59 | 28    |
| 36    | 50 a 54 | 28    |
| 44    | 45 a 49 | 28    |
| 32    | 40 a 44 | 44    |
| 88    | 35 a 39 | 64    |
| 48    | 30 a 34 | 40    |
| 28    | 25 a 29 | 36    |
| 44    | 20 a 24 | 20    |
| 48    | 15 a 19 | 20    |
| 64    | 10 a 14 | 36    |
| 40    | 5 a 9   | 32    |
| 32    | 0 a 4   | 40    |

## Economia
El 2007 la població en edat de treballar era de 711 persones, 518 eren actives i 193 eren inactives. De les 518 persones actives 478 estaven ocupades (271 homes i 207 dones) i 40 estaven aturades (12 homes i 28 dones). De les 193 persones inactives 58 estaven jubilades, 84 estaven estudiant i 51 estaven classificades com a «altres inactius».

### Ingressos
El 2009 a Trémery hi havia 427 unitats fiscals que integraven 1.146 persones, la mediana anual d'ingressos fiscals per persona era de 18.933 €.

### Activitats econòmiques
Dels 48 establiments que hi havia el 2007, 1 era d'una empresa alimentària, 2 d'empreses de fabricació de material elèctric, 1 d'una empresa de fabricació d'elements pel transport, 3 d'empreses de fabricació d'altres productes industrials, 4 d'empreses de construcció, 9 d'empreses de comerç i reparació d'automòbils, 9 d'empreses de transport, 3 d'empreses d'hostatgeria i restauració, 4 d'empreses financeres, 2 d'empreses immobiliàries, 6 d'empreses de serveis, 2 d'entitats de l'administració pública i 2 d'empreses classificades com a «altres activitats de serveis».
Dels 9 establiments de servei als particulars que hi havia el 2009, 3 eren tallers de reparació d'automòbils i de material agrícola, 3 electricistes, 1 perruqueria, 1 restaurant i 1 agència immobiliària.
Dels 2 establiments comercials que hi havia el 2009, 1 era una botiga de menys de 120 m² i 1 una llibreria.
L'any 2000 a Trémery hi havia 3 explotacions agrícoles.

## Equipaments sanitaris i escolars
El 2009 hi havia 1 escola maternal i 1 escola elemental.

## Poblacions més properes
El següent diagrama mostra les poblacions més properes.